# Турия (приток Большой Выси)
Турия (Гэптурка) — река в Украине, правый приток Большой Выси (бассейн Синюхи).

## Описание
Длина реки 26 км, площадь бассейна 179 км². Уклон реки 2,5 м/км.

## Расположение
Протекает в пределах Шполянского района Черкасской и Новомиргородского района Кировоградской областей. Истоки расположены на западной окраине села Лебедин. Течет сначала на юго-восток, затем на юг. Впадает в Большую Высь у северо-западной окраины города Новомиргорода.
На реке расположено несколько прудов.

## Населённые пункты
- Лебедин[2]
- Журавка[2]
- Турия[2]
- Листопадово[2]
- Новомиргород[2]